# لپوای (آیداهو)
لپوای(به انگلیسی: Lapwai) شهری در شهرستان نزپرس ایالت آیداهو است که جمعیت آن در سرشماری سال ۲۰۱۰ میلادی ۱٬۱۳۷ نفر بوده است.

## موقعیت جغرافیایی
موقعیت جغرافیایی شهرها و مناطق اطراف به شرح زیر است: